# Digerati
Digerati è un libro scritto da John Brockman che si occupa, tramite interviste o profili, di un gruppo di intellettuali, imprenditori, uomini di affari costituenti la nuova élite tecnologica che trova il suo spazio di azione nel cyberspazio. Il gruppo comprende Bill Gates, uno degli uomini più ricchi del mondo, ma anche Jaron Lanier, artista e profeta della realtà virtuale. Digerati vuole spiegare quale sia il corso della storia della società, della politica, della economia, della comunicazione presente e futuro.

## Edizioni
- John Brockman, Digerati, Garzanti, 1997,  pp.333 , cap. 33.